# Elverum Håndball
Elverum Idrettslag ist ein 1892 gegründeter norwegischer Sportverein aus der Stadt Elverum, dessen Männer-Handballmannschaft Elverum Håndball in der 1. Norwegischen Liga spielt.

## Handballabteilung
Die 1946 gegründete Handballabteilung Elverum Håndball konnte 1995, 2008, 2012, 2013, 2014, 2015, 2016, 2017, 2018, 2019, 2020, 2021 und 2022 die norwegische Meisterschaft sowie 2010, 2019 und 2020 den Pokalgewinn feiern.
Bekannte ehemalige Spieler
- Luc Abalo
- Magnus Andersen
- Christian Berge
- Ingimundur Ingimundarson
- Hannes Jón Jónsson
- Christoffer Rambo
- Stig Rasch
- Stian Tønnesen